# Setina maculata
Setina maculata là một loài bướm đêm thuộc phân họ Arctiinae, họ Erebidae.